# Podgorje (Orebić)
Podgorje je naselje na poluotoku Pelješac u općini Orebić, Dubrovačko-neretvanska županija.

## Zemljopisni položaj
Naselje se nalazi oko 2 km sjeverozapadno od Orebića, u podnožju 961 m visokog brda Sveti Ilija, iznad prometnice prema naselju Viganj.

## Stanovništvo
Prema popisu stanovništva iz 2001. godine u Podgorju obitava 156 stanovnika.
| broj stanovnika | 259   | 258   | 293   | 295   | 271   | 248   | 161   | 175   | 220   | 219   | 240   | 169   | 161   | 151   | 156   | 171   | 150   |
|                 | 1857. | 1869. | 1880. | 1890. | 1900. | 1910. | 1921. | 1931. | 1948. | 1953. | 1961. | 1971. | 1981. | 1991. | 2001. | 2011. | 2021. |

## Znamenitosti
Na brijegu iznad naselja nalazila se prostrana utvrda, danas arheološki spomenik, čiji su zidovi, posebice sa sjeverne strane, dobro sačuvani. Položaj, tlocrt i konstrukcija ove utvrde dovode do zaključka da je nastala u kasno antičko vrijeme.

## Gospodarstvo
Mještani naselja se bave turizmom i poljodjelstvom.